# مونراد ۹۲۲۹۷
سیارک ۹۲۲۹۷ (به انگلیسی: 92297 Monrad، نامگذاری:2000EL156) نود و دو هزار و دویست و نود و هفتمین سیارک کشف شده‌است که در ۱۰ مارس ۲۰۰۰ کشف شد.